# 道の駅十三湖高原
道の駅十三湖高原（みちのえき じゅうさんここうげん）は、青森県五所川原市にある国道339号の道の駅である。愛称はトーサムグリーンパーク。

## 概要
津軽自動車道五所川原北ICから国道339号五所川原バイパス・五所川原広域農道（こめ米ロード）経由で約28 km・約40分、津軽国定公園の一角、広い放牧場の高台にある。
周辺にしじみ貝の産地となっている十三湖があり、売店では活しじみをはじめ、しじみの加工食品が販売されている。
物産館に隣接して展望台があり、秀峰岩木山をはじめ360度の景観が一望できた他、2階より全長136 mのゴムローラー滑り台を無料で楽しむことができたが、2022（令和4）年5月31日に強風により展望台の一部が破損、危険な状態となったため以後は滑り台周辺を含め閉鎖されている。

## 施設
- 駐車場
  - 普通車：38台
  - 大型車：5台
  - 身障者用駐車場：2台
- トイレ
  - 男：大 4器（2器）、小 7器（4器）
  - 女：8器（5器）
  - 身障者用：2器（1器）

※（）は、24時間利用可能
- 公衆電話：2台
- 公衆FAX：1台
- 交流促進センター「物産館・トーサムプラザ」（9:00 - 18:00、冬期 9:00 - 17:00）
- レストラン「わらび」（10:00 - 18:00）
- 特産品加工センター
- ふれあい交流広場
- 公衆無線LAN（FREESPOT）

### 管理
- 株式会社トーサム（指定管理者）

## 休館日
- 12月31日 - 1月2日

## アクセス
- 国道339号 - 登録路線

## 周辺
- 十三湖
- 大沼公園
- し〜うらんど海遊館
- 脇元海水浴場